# Stanislava Staša Zajović
Stanislava Staša Zajović (ur. 25 stycznia 1953 w Nikšiciu) – działaczka na rzecz pokoju i praw człowieka, feministka.

## Życiorys
Urodziła się 25 stycznia 1953 roku w jugosłowiańskim mieście Nikšić, współcześnie znajdującym się na terenie Czarnogóry. W 1977 roku została absolwentką romanistyki Uniwersytetu w Belgradzie. Od studiów działała na rzecz praw człowieka, w latach 80. intensywnie angażowała się pierwsze inicjatywy feministyczne na terenie Jugosławii. W 1984 roku Zajović po raz pierwszy trafiła do aresztu. Od lat 90. była ważnym głosem antywojennym w Serbii. W 1991 roku współzałożyła i zaczęła koordynować grupę Kobiety w Czerni w Belgradzie, inspirując się organizacją powstałą w Izraelu i Palestynie. Wraz z grupą organizowała lub angażowała się w działalność antywojenną, pokojowe marsze, performance oraz inne formy aktywizmu skierowanego przeciw wojnie, militaryzmowi i fundamentalizmowi. Organizowała także cotygodniowe pokojowe czuwania w Belgradzie, Serbii i Czarnogórze, w których milczące kobiety w czerni potępiały swoją postawą wojnę i zbrodnie popełnione w imieniu Serbów. Jednym z głównych celów aktywizmu Zajović było doprowadzenie do ukarania zbrodni wojennych i pociągnięcia rządu Serbii do odpowiedzialności. Ze względu na swą działalność, Zajović wraz z Kobietami w Czerni musiały stawić czoła wielokrotnym atakom ze strony chuliganów i skrajnych nacjonalistów. 
Autorka licznych artykułów opublikowanych w kraju i za granicą poruszających takie tematy, jak kobiety i wojna, prawa reprodukcyjne, nacjonalizm i antymilitaryzm. Napisała także dwie książki. Zorganizowała liczne działania edukacyjne dotyczące praw kobiet i międzyetnicznej solidarności, zakładała również grupy sieciujące dla kobiet. W 1997 roku założyła międzynarodową organizację sieciującą Women in Peace. Wspierała ideę obywatelskiego nieposłuszeństwa, uważając ją za kluczowy element praw człowieka i twierdząc, iż sprawiedliwość jest „zbyt ważna, by ją pozostawić politykom”.
W 2017 roku była zaangażowana w podpisanie deklaracji o wspólnym języku Serbii, Czarnogóry, Chorwacji i Bośni i Hercegowiny, dokumentu, w powstanie którego zaangażowanych było około dwustu językoznawców i pisarzy z czterech państw byłej Jugosławii. Deklaracja przedstawiona została w Sarajewie 30 marca 2017 i w ciągu 20 godzin podpisało ją ponad 2000 osób. Celem deklaracji było między innymi zwrócenie uwagi na sztuczne, wynikające z nacjonalizmów podziały i uwydatniane na siłę różnice, nadmierny i nieautentyczny puryzm. Podkreślano, że istnienie jednego, wspólnego języka nie zmienia faktu, że państwa i narody są cztery i nie ma nic wspólnego z przynależnością etniczną i poczuciem tożsamości narodowej.
Otrzymała nagrodę Millennium Peace Prize for Women przyznawaną przez ONZ, została także nominowana do nagrody Nobla. Jest członkinią organizacji European Women's Lobby. 